# Anastoechus
Anastoechus är ett släkte av tvåvingar. Anastoechus ingår i familjen svävflugor.

## Dottertaxa tillAnastoechus, i alfabetisk ordning[1]
- Anastoechus aberrans
- Anastoechus aegyptiacus
- Anastoechus airis
- Anastoechus andalusiacus
- Anastoechus angustifrons
- Anastoechus anomalus
- Anastoechus araxis
- Anastoechus argyrocomus
- Anastoechus asiaticus
- Anastoechus aurecrinitus
- Anastoechus aurifrons
- Anastoechus bahirae
- Anastoechus baigakumensis
- Anastoechus bangalorensis
- Anastoechus barbatus
- Anastoechus bitinctus
- Anastoechus caucasicus
- Anastoechus chinensis
- Anastoechus deserticolus
- Anastoechus dolosus
- Anastoechus elegans
- Anastoechus erinaceus
- Anastoechus exalbidus
- Anastoechus firjuzanus
- Anastoechus flaveolus
- Anastoechus flavosericatus
- Anastoechus fulvescens
- Anastoechus fuscianulatus
- Anastoechus fuscus
- Anastoechus hessei
- Anastoechus hummeli
- Anastoechus hyrcanus
- Anastoechus innocuus
- Anastoechus kashmirensis
- Anastoechus latifrons
- Anastoechus leucosoma
- Anastoechus leucothrix
- Anastoechus longirostris
- Anastoechus macrophthalmus
- Anastoechus macrorrhynchus
- Anastoechus melanohalteralis
- Anastoechus mellinus
- Anastoechus meridionalis
- Anastoechus miscens
- Anastoechus mongolicus
- Anastoechus monticola
- Anastoechus montium
- Anastoechus mylabricida
- Anastoechus neimongolanus
- Anastoechus nigricirratus
- Anastoechus nitens
- Anastoechus nitidulus
- Anastoechus niveicollis
- Anastoechus nividulus
- Anastoechus nivifrons
- Anastoechus nivosus
- Anastoechus nomas
- Anastoechus olivaceus
- Anastoechus phaleratus
- Anastoechus pruinosus
- Anastoechus pulcher
- Anastoechus ravus
- Anastoechus retardatus
- Anastoechus rubicundus
- Anastoechus rubricosus
- Anastoechus rubriventris
- Anastoechus setosus
- Anastoechus sibiricus
- Anastoechus smirnovi
- Anastoechus spinifacies
- Anastoechus stackelbergi
- Anastoechus stramineus
- Anastoechus subviridis
- Anastoechus suzukii
- Anastoechus syrdarjensis
- Anastoechus trisignatus
- Anastoechus turanicus
- Anastoechus turkestanicus
- Anastoechus turkmenorum
- Anastoechus varipecten
- Anastoechus vlasovi
- Anastoechus xaralicus
- Anastoechus zimini